# Hjalgrím Elttør
Hjalgrím Elttør (født 3. marts 1983) er en færøsk fodboldspiller, der spiller som angriber for KÍ Klaksvík, der spiller i landets bedste fodboldrække, Færøernes førstedivision i fodbold. Han spiller desuden for Færøerne, hvor han har optrådt 28 gange.